# 奥斯卡·朗格
奥斯卡·理夏德·朗格（英語：Oskar Ryszard Lange，1904年7月27日—1965年10月2日），波兰经济学家和外交官，他提倡在社会主义制度中使用市场定价工具并提出了市场社会主义的模式。他对路德维希·冯·米塞斯和弗里德里希·哈耶克提出的经济计算问题做出回应，称计划经济中的管理者将能够通过商品库存的增加和减少来监视供需，并主张将主要产业国有化。在美国期间，兰格曾是数学经济学教师和研究员。后来在波兰人民共和国，他成为波兰统一工人党中央委员会的成员。